# Fort Holland Calypso Song
Der Fort Holland Calypso Song, oder auch Scandal in the Family (in manchen Versionen auch Shame and Scandal in the Family oder nur Shame & Scandal, teilweise auch Wau, Wau oder Waa Waa betitelt), ist ein Lied des aus Trinidad und Tobago stammenden Sängers Sir Lancelot aus dem Jahr 1943. Das Lied erfuhr seine Premiere, als es im Film Ich folgte einem Zombie vorgetragen wurde, in dem Sir Lancelot selbst einen Auftritt hat; erst später erfolgte die Veröffentlichung einer Studioaufnahme. Kommerziell erfolgreich wurde das Lied vor allem in Form von Coverversionen, die jedoch überwiegend einen komödiantischen Text anstelle des makaberen Originals verwenden.

## Hintergrund
Am 21. April 1943 feierte der Film Ich folgte einem Zombie in New York City Premiere. Der Thriller gilt nicht nur als wegweisend für das Horrorkino, sondern wird von der Kritik auch für seine dramatischen und sozialkritischen Elemente, die sich unter anderem mit dem Kolonialismus auseinandersetzen, gepriesen. Im Film tritt Sir Lancelot als Gitarre spielender Barde in Erscheinung, der das sinistre Lied über eine Dreiecksbeziehung, in der eine Frau eine Liaison mit dem Bruder ihres Mannes eingeht, die in der kompletten Apathie der involvierten Frau mündet, in Ansätzen an zwei verschiedenen Stellen vorträgt und dabei Unbehagen in der Protagonistin auslöst, die die Geschehnisse der Filmhandlung darin wiedererkennt. Im Abspann des Filmes wurde das Stück Fort Holland Calypso Song betitelt, zudem lautete die später titelgebende Zeile noch „Shame and sorrow for the family“. Die Idee zu dieser Formulierung kam ihm, da seine Eltern ihn als „Schande für die Familie“ bezeichneten, weil er anstelle des geplanten Medizinstudiums eine Karriere als Musiker anstrebte. Im Folgejahr wurde erstmals eine Studioaufnahme unter dem Titel Scandal in the Family veröffentlicht, bei welcher Sir Lancelot von den Gerald Clark’s Caribbean Serenaders begleitet wird und welche anders als die minimalistische Filmversion reichlich instrumentalisiert ist. Inhaltlich blieb diese Version jedoch unverändert und trotz des neuen Titels wurde die Refrainzeile des Originals beibehalten.
Der kommerzielle Erfolg des Werkes stellte sich erst ein, nachdem der ebenfalls aus Trinidad und Tobago stammende Sänger Lord Melody 1962 unter dem Titel Wau, Wau (je nach Pressung auch Waa Waa) eine Aufnahme mit gänzlich anderem Text veröffentlichte, bei der im Refrain „A shamin' scandal in the family“ gesungen wird. Anstelle der düsteren Familiengeschichte voller Eifersucht und mit einem tragischen Ausgang wird bei ihm humorvoll eine Anekdote über eine Reihe unehelicher Kinder erzählt, deren Existenz aufgedeckt wird, als der Ich-Erzähler eine junge Frau heiraten möchte, die sich als seine vermeintliche Schwester herausstellt. Wenngleich Lord Melody selbst damit keine nennenswerten Verkaufserfolge erzielte, diente seine Interpretation als Grundlage für die meisten späteren Cover. 1964 wurde diese Version schließlich vom US-amerikanischen Sänger Shawn Elliott als Shame and Scandal in the Family eingesungen, der damit in Europa mitunter große Erfolge erzielen konnte. In Österreich erreichte seine Variante im Folgejahr der Veröffentlichung so die Spitzenposition der Charts. Ebenfalls 1965 platzierte sich der britische Komiker Lance Percival mit seiner Aufnahme in den Charts seines Vaterlandes. Auch noch 40 Jahre danach gelang der britischen Band Madness 2005 mit ihrer Adaption der komödiantischen Fassung unter dem Titel Shame & Scandal ein Charterfolg im Vereinigten Königreich und in der Schweiz. Zudem existieren noch Dutzende weitere Coverversionen (insbesondere der Comedy-Version), teilweise von berühmten Künstlern wie Trini Lopez, welche jedoch keine kommerziellen Erfolge erzielen konnten, und das Stück entwickelte sich zu einem Standard des Calypso-Genres. Okko, Lonzo, Berry, Chris & Timpe brachten das Lied 1978 auf Deutsch als Die Story unsrer kleinen Family mit Text von Okko Bekker und Lonzo L. Westphal heraus.

## Musik und Text
Wenngleich je nach Version mitunter mal mit Folk-, mal mit Ska- und mal mit Popelementen versehen, ist Scandal in the Family in nahezu jeder Interpretation dem Genre des Calypso zuzuordnen.
Sir Lancelots Original beschreibt die Geschichte einer Familie bestehend aus einem Ehepaar sowie dem Bruder des Gatten. Die Frau wird von ihrem Mann in einem Turm gefangen gehalten, sie beginnt allerdings mit dem Bruder eine Affaire. Als die beiden gemeinsam durchbrennen wollen, kommt der Gatte dazwischen und die Frau fällt vom Turm herab. Danach wurde sie „vom Bösen heimgesucht“, ihre Augen sind nun leer, sie kann nicht mehr reden und ihr muss von einer Krankenschwester wieder das Laufen beigebracht werden. Die Geschichte endet mit der Bemerkung, dass die Krankenschwester jung sei und die Brüder einsam wären.
Die verbreitetere humorvolle Fassung handelt von einem jungen Mann, der sich gerne eine Frau wünscht. Er scheint die perfekte Partnerin für die Heirat gefunden zu haben, als er diese jedoch seinem Vater gegenüber erwähnt, verweigert dieser seinen Segen: das Mädchen sei seine uneheliche (Halb-)Schwester, von der seine Mutter nichts wisse. Dies geschieht noch ein weiteres Mal mit seiner nächsten Freundin, ehe der Junge seiner Mutter davon erzählt. Diese offenbart ihm nun als Pointe ebenfalls ein Geheimnis: Er solle das Mädchen seiner Träume ruhig heiraten, denn sein Vater sei gar nicht sein leiblicher Vater; der Vater wisse das halt nur nicht.

## Erfolg
| ChartsChartplatzierungen | Höchstplatzierung | Wochen |
| ------------------------ | ----------------- | ------ |
| Deutschland (GfK)        | 14 (8 Wo.)        | 8      |
| Österreich (Ö3)          | 1 (12 Wo.)        | 12     |

| ChartsChartplatzierungen     | Höchstplatzierung | Wochen |
| ---------------------------- | ----------------- | ------ |
| Vereinigtes Königreich (OCC) | 37 (3 Wo.)        | 3      |

| ChartsChartplatzierungen     | Höchstplatzierung | Wochen |
| ---------------------------- | ----------------- | ------ |
| Vereinigtes Königreich (OCC) | 38 (2 Wo.)        | 2      |
| Schweiz (IFPI)               | 69 (7 Wo.)        | 7      |